# David Geffen Hall

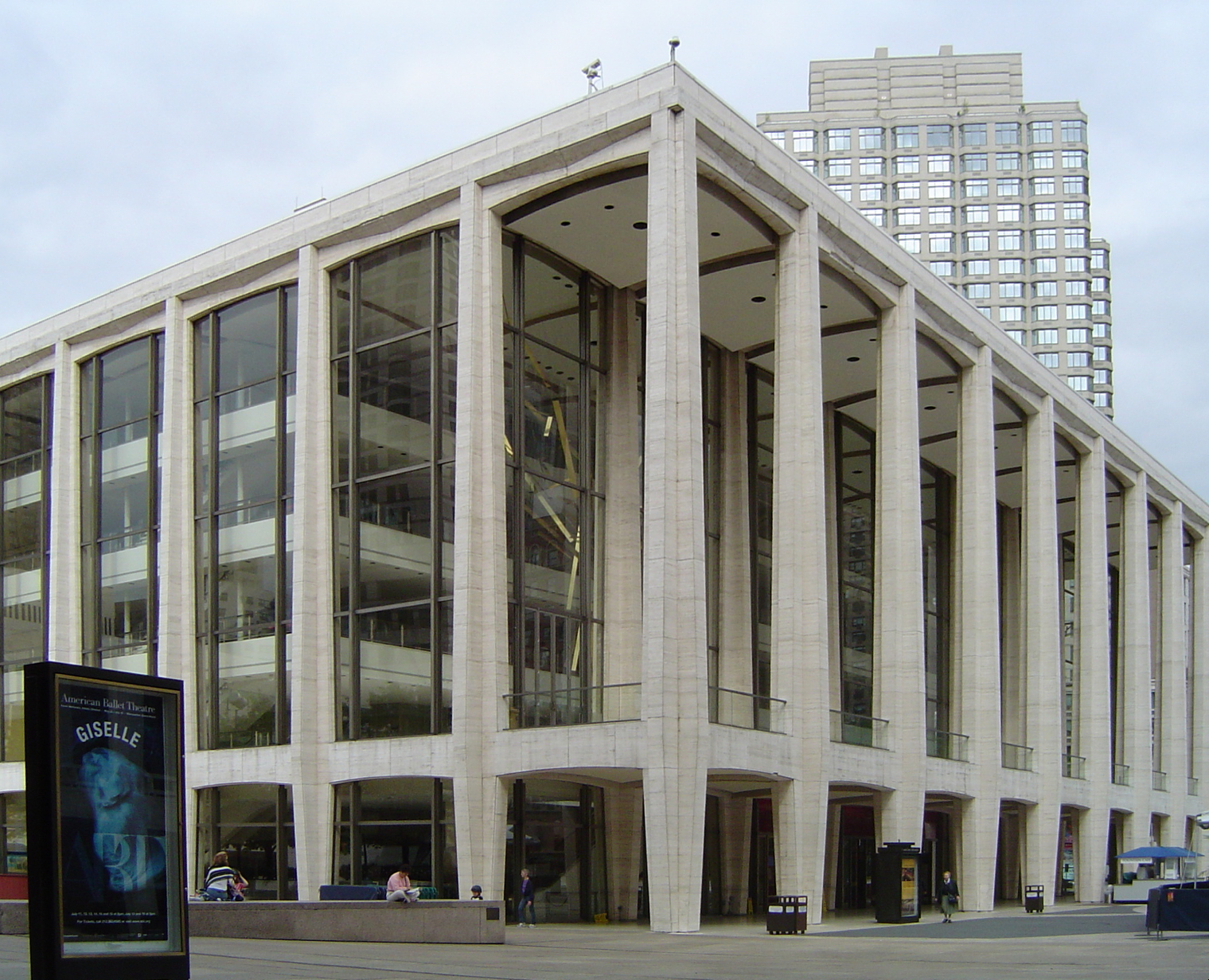
La David Geffen Hall, au Lincoln Center

La David Geffen Hall, connue sous le nom de Philharmonic Hall jusqu'en 1973 et Avery Fisher Hall jusqu'en 2015, est l'une des salles du Lincoln Center for the Performing Arts, qui accueille l'orchestre philharmonique de New York. La salle, dont les plans ont été réalisés par l'architecte américain Max Abramovitz, offre une capacité de 2 738 places assises. L'Avery Fisher Hall, construit en 1962 portait à l'origine le nom de Philharmonic Hall (salle du philharmonique), avant d'être ensuite rebaptisé pour honorer la mémoire d'Avery Fisher en 1973, après que l'ancien spécialiste de l'acoustique eut fait don de 10,5 millions de dollars au Philharmonique. En 2015, la salle a été rebaptisée David Geffen Hall.
La David Geffen Hall est aujourd'hui utilisé à l'occasion de nombreux événements, musicaux ou non. Il sert par exemple de lieu de remise des diplômes des plus grandes universités de la ville. Des mariages sont également célébrés dans l'enceinte du bâtiment.
La première apparition de la David Geffen Hall à la télévision eut lieu le 21 novembre 1962 sur le réseau CBS, à l'occasion de l'un des Young People's Concerts (représentations organisées au philharmonique pour assurer la promotion de la musique auprès des jeunes) dirigé par Leonard Bernstein. 
La David Geffen Hall accueille en outre des orchestres du monde entier parmi lesquels l'Orchestre symphonique de Londres, l'Orchestre symphonique de Singapour, l'Orchestre philharmonique de Rotterdam, ou encore l'orchestre du théâtre Mariinsky de Saint-Pétersbourg.